# Mádia (Guiana)
Mádia é a capital da região Potaro-Siparuni da Guiana, localizada próximo ao centro do país a uma altitude de 415 metros .
O comércio está centrado nas operações de mineração de ouro e diamantes da área. Como tal, é afetado pelos altos e baixos econômicos e atrai imigrantes, tanto locais quanto estrangeiros, para obter riqueza através da mineração.

## Demografia
A população em Mádia em 2012 era de 2 563 pessoas,  e é dividida em três grupos. Os Patamonas, uma tribo indígena , estão envolvidos na agricultura, caça e mineração. Os  residentes do litoral da Guiana, migraram para o interior em busca de emprego principalmente na mineração. O terceiro grupo, chamado islenhos, são os imigrantes, e seus descendentes são das ilhas do Caribe, particularmente Santa Lúcia e Dominica. Eles se concentram na agricultura e na queima de carvão. Nos últimos tempos, houve um influxo de um novo grupo, os brasileiros, que também estão envolvidos com mineração e outros negócios. Anualmente, em 10 de setembro, os ameríndios celebram o mês da herança na comunidade de Campbelltown, Mádia, enquanto os ilhéus celebram o Festival La Rose no final de agosto. Este festival foi originado em Santa Lúcia. Sendo Mádia o Centro Administrativo Regional da Região 8, Potaro-Siparuni possui a seguinte infraestrutura relevante:
- Um hospital
- Uma creche, uma escola primária e uma escola secundária
- Um setor comercial que inclui armarinhos, butiques, posto de combustível e 11 restaurantes.
- Quatro hotéis; duas casas de hóspedes e quatro bordéis
- uma delegacia
- uma agência postal
- Dois poços artesanais
- Um gabinete administrativo regional
- uma pista de pouso

Os residentes ainda dependem das chuvas e da água das Cataratas de Salbora  para abastecimento de água. Enquanto a eletricidade é atualmente fornecida por empresários locais.

## História
Mádia foi fundada no ano de 1884, pelos africanos após a sua emancipação. A maioria deles viajou do condado de Berbice e da costa leste de Demerara em busca de ouro. A companhia britânica de mineração consolidada expandiu a exploração mineira em Mádia e estabeleceu escritórios administrativos coloniais. Durante este período, Mádia só era acessível por vias navegáveis.
A mineração de ouro atraiu vários santa-lucenses para Mahdia, trazendo com eles a língua francesa Patois  e tradições culturais, como a celebração de La Rose.
Em novembro de 1933, uma ponte foi construída sobre o riacho Garraway, ligando Mádia a Bartica por trilha. Esta ponte suspensa por cabos foi batizada de Denham , em homenagem ao então governador colonial Sir Edward Denham. Ainda está em uso hoje e se tornou um local turístico. Em 2018, Mádia recebeu o status de cidade.

## Mineração
Existem cento e cinquenta dragas terrestres no distrito mineiro de Mádia. A maioria dos mineradores usa escavadeiras para extrair o estéril e utiliza bombas de cascalho para extrair o cascalho com ouro dos poços. Na maioria das vezes, as fossas não são preenchidas, o que faz com que o mosquito anófeles se reproduza e, assim, aumente a propagação da malária. Recentemente, a Comissão de Geologia e Minas da Guiana embarcou no reforço dos regulamentos de emenda, 2005, para a gestão ambiental, que imediatamente criou um impacto na comunidade, reduzindo a poluição dos cursos de água e incentivando a recuperação do solo e o replantio de árvores em áreas onde há foi o desflorestamento.

## Clima
Mádia tem um clima equatorial com chuvas fortes a muito fortes durante todo o ano.